# Hugin (software)

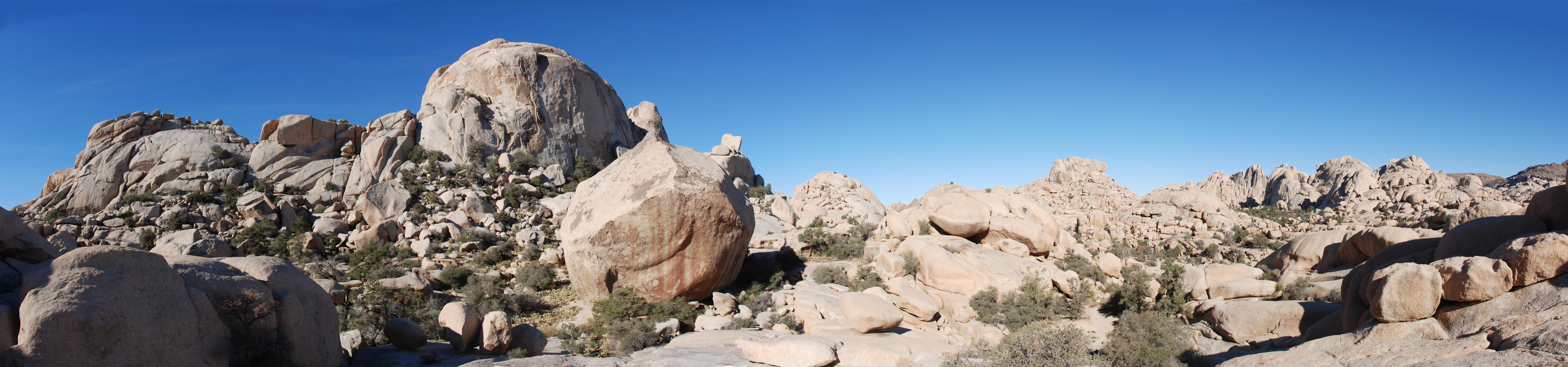
Exemplo de panorama criado com o auxílio do Hugin

Hugin é um programa de código fonte aberto para geração de panorama a partir de colagens com diversas imagens e mapeamento HDR desenvolvido por Pablo d'Angelo e outros colaboradores. Trata-se de uma interface gráfica para a ferramenta Panorama Tools desenvolvidas por Helmut Dersch e para as ferramentas Enblend e Enfuse de Andrew Mihal. O projeto recebe colaborações de código pelo Google Summer of Code